# 稻城龙蜥
稻城龙蜥（学名：Diploderma daochengense），一种分布于中国四川省西南部沙鲁里山地区的爬行动物，隶属于鬣蜥科（飞蜥科）龙蜥属。模式产地为四川稻城县俄牙同乡。2021年在四川省木里县南部发现的玉龙龙蜥（Diploderma yulongense）的分布记录，2022年被学者认为是本种的误订。

## 名称
2018年研究人员将原来广义的龙蜥属（Japalura sensu lato）拆分为四个属－ Japalura 、 Diploderma、 Cristidorsa 和 Pseudocalotes，并将 Japalura 的中文属名改为“攀蜥属”，而将“龙蜥属”指代 Diploderma。2020年，部分中国学者建议将 Japalura 的中文名恢复为“龙蜥属”，而将 Diploderma 的中文属名改名为“攀蜥屬”。故本种在发表时被称为“稻城攀蜥”。然而在中国科学院昆明动物研究所研究人员主编的《2022年中国两栖、爬行动物分类变动汇总》中未接受该建议，仍将 Diploderma 称为“龙蜥属”，本种被称为“稻城龙蜥”。